# Mit 17 hat man noch Träume
Mit 17 hat man noch Träume ist ein von Heinz Korn geschriebener Schlager aus dem Jahr 1965, den die amerikanische Sängerin Peggy March sang. Mit dem Titel gewann die damals 17-jährige Sängerin die Deutschen Schlager-Festspiele 1965 in Baden-Baden und nach der Veröffentlichung wurde er zu einem ihrer größten Hits und bekanntesten Titel in Deutschland.

## Hintergrund und Veröffentlichung
Mit 17 hat man noch Träume wurde von Heinz Korn geschrieben und von Peggy March mit Begleitung von Henry Mayer und seinem Orchester gesungen. Sie sang es zum ersten Mal öffentlich bei den Deutschen Schlager-Festspielen 1965 in Baden-Baden und erreichte damit den ersten Platz. Das Lied erschien als 7″-Vinylsingle bei RCA Victor (47-9631); die B-Seite enthielt das Lied Liebesbriefe. Damit konnte sie, nachdem sie 1963 mit dem englischsprachigen I Will Follow Him als 15-Jährige bereits einen Welthit und Nummer-eins-Hit in den amerikanischen Charts hatte, ihren Durchbruch im deutschen Schlagerbereich erreichen und sich hier zu einer festen Größe etablieren, aber auch ihre internationale Karriere aufbauen.

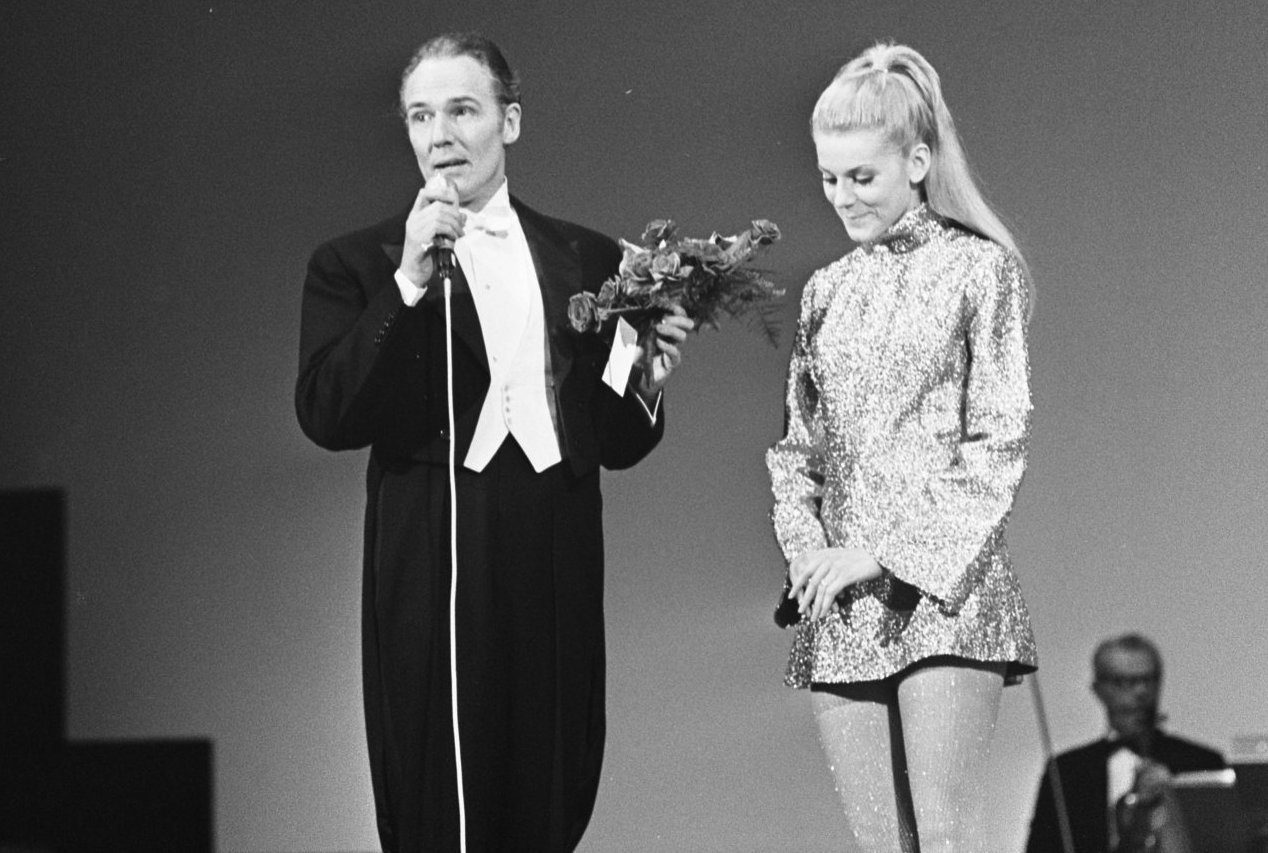
Guus Oster mit Peggy March, 1969

Ebenfalls 1965 hatte Peggy March einen Gastauftritt in dem Film Tausend Takte Übermut, in dem sie das Lied Mit 17 hat man noch Träume sang und den Film mit dem gleichen Lied beschloss.

## Text und Musik
Das sehr ruhig gehaltene Lied ist im Stil eines Slowfox im 4/4-Takt gespielt und gesungen. Begleitet wird es durch eine akustische Gitarre sowie im Verlauf des Liedes zunehmend von einem Orchester mit mehreren Streichern und Piano. Peggy March singt das Lied mit ihrem typischen amerikanischen Akzent.
Der Text spiegelt die Sehnsucht junger Menschen wider, deren Träume und Hoffnungen sich auf die große Liebe konzentrieren. Zudem zeigt er auf, dass einige dieser Träume nicht erreicht werden und zerrinnen, was für die jungen Leute allerdings nicht von Interesse ist. Das Lied beginnt mit dem Refrain, der daraufhin nochmal leicht abgewandelt vorgetragen wird:

„Mit 17 hat man noch Träume

Da wachsen noch alle Bäume

In den Himmel der Liebe

Mit 17 kann man noch hoffen

Da sind die Wege noch offen

In den Himmel der Liebe“

Es folgen zwei Mal jeweils eine kurze Strophe mit dem anschließenden ersten Teil des Refrains und dann als dritte Strophe eine Wiederholung der ersten. Das Lied endet entsprechend wieder in einem Refrain, wobei die Zeile „In den Himmel der Liebe“ zum Ende nochmals wiederholt wird.

## Charts und Chartplatzierungen
Mit 17 hat man noch Träume trat am 15. Juli 1965 in die deutschen Singlecharts ein und hielt sich dort insgesamt dreieinhalb Monate; es stieg bis auf Platz 2 und konnte sich drei Monate in den Top 10 halten. Es musste sich lediglich dem Spitzenreiter Il Silenzio von Nini Rosso geschlagen geben. Zuletzt war es in der Chartausgabe vom 15. Oktober 1965 vertreten. Zweieinhalb Monate lang war Mit 17 hat man noch Träume der erfolgreichste deutschsprachige Titel in den Charts. Am Ende des Jahres belegte das Lied Rang zehn der Jahres-Singlecharts. In Österreich stieg es am 15. September 1965 auf Rang sieben in die Hitparade ein, im Folgemonat war es jedoch bereits nicht mehr gelistet.
Insgesamt war es der sechste Charthit der US-amerikanischen Sängerin in den deutschen Singlecharts und nach I Will Follow Him 1963 und Good Bye, Good Bye, Good Bye 1965 der dritte Top-10-Hit; in Österreich war es die erste Single von Peggy March in der Hitparade.
| ChartsChartplatzierungen | Höchstplatzierung | Monate |
| ------------------------ | ----------------- | ------ |
| Deutschland (GfK)        | 2 (3½ Mt.)        | 3½     |
| Flandern (Ultratop)      | 11 (2 Mt.)        | 2      |
| Österreich (Ö3)          | 7 (1 Mt.)         | 1      |

| ChartsJahrescharts (1965) | Platzierung |
| ------------------------- | ----------- |
| Deutschland (GfK)         | 10          |
| Flandern (Ultratop)       | 48          |

## Coverversionen (Auswahl)
Das Lied wurde aufgrund des Erfolgs und später als Klassiker häufig von verschiedenen Musikern gecovert, wobei die meisten Versionen direkt in den ersten Jahren nach Erscheinen veröffentlicht wurden.

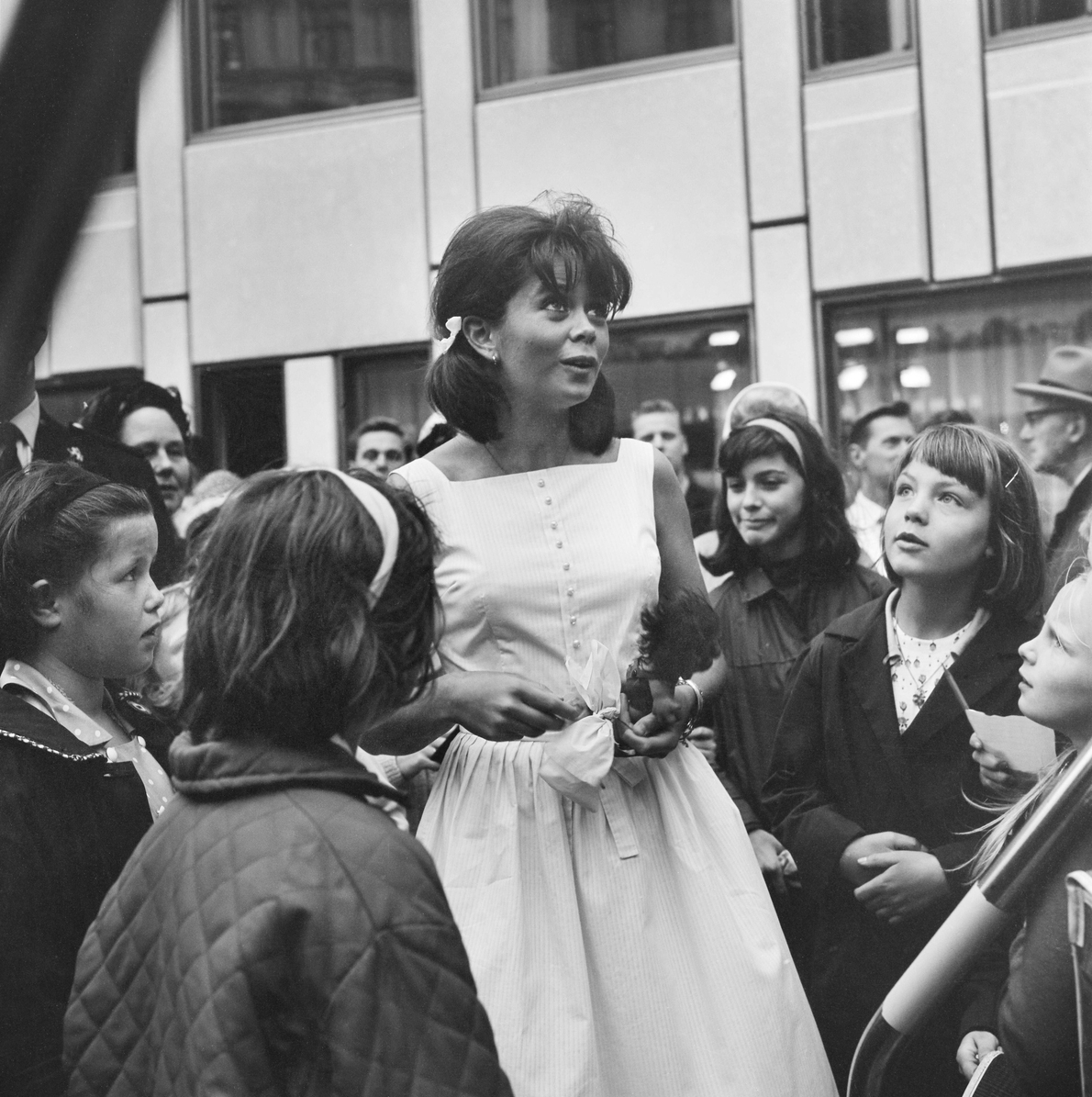
Die Sängerin Wencke Myhre sang die norwegische Version des Liedes ebenfalls 1965.

Peggy March selbst sang das Lied in vier weiteren Sprachen: jeweils 1965 als Che cosa fa una ragazza auf Italienisch, als Heaven For Lovers auf Englisch, als Quand on n’a que dix-sept ans auf Französisch sowie 1966 als Yume miru 17 sai auch auf Japanisch. Auf Schwedisch erschien es ebenfalls 1965 von Ewa Roos als 17 år och förälskad und im gleichen Jahr gab es von Anita Berry mit Als meisje heb je nog dromen auch eine erste niederländische und mit En 17-åring drømmer von Wencke Myhre auch eine norwegische Version des Liedes. 1966 folgte mit Jsem štastná, ackoliv pláci von Yvetta Simonová auch eine tschechische Version, und eine zweite niederländische Version erschien mit Op 16 kan men nog dromen von der belgischen Sängerin Tonia. Das Nürnberger Komikerduo Die 2 Peterlesboum veröffentlichte 1974 eine scherzhafte Version als Mit 17 dou macht mer nu Faxn. Gerhard Wendland dichtete das Lied 1975 um in Auch mit 50 hat man noch Träume, von den Schlagerkids erschien 2021 der Titel Mit 13 hat man noch Träume.
Zu den Bands und Interpreten, die das Lied in einer Coverversion veröffentlichten, gehören neben den genannten:  u. a.
- 1965: Laura Bordes – Als meisje heb je nog dromen (Niederländisch); Angelika Frank, Belinda Uhl, Bianca Holl, Carin Wilson, Ingeborg Wieland mit dem Orchester Rudolf Winter, Roy Etzel (instrumental), Susi Carsten, Susie Baran, Ina Martell
- 1970: Lolita
- 1998: Lisa del Bo – Met 16 kan je nog dromen
- 2007: Wind
- 2009: Vanessa Neigert
- 2015: Uschi Brüning
- 2016: Nordwand feat. Peggy March

## Belege
1. 1 2 3 4 5 6  Peggy March – Mit 17 hat man noch Träume. In: offiziellecharts.de. GfK Entertainment, abgerufen am 8. März 2024.
2. 1 2  ‚Mit 17 hat man noch Träume‘: Peggy March wird 75. auf tz.de, 9. März 2023, abgerufen am 7. März 2024.
3. ↑  Jan Feddersen: Peggy March feiert 75. Geburtstag. auf eurovision.de, 8. März 2023, abgerufen am 7. März 2024.
4. ↑  
Peggy March – Mit 17 hat man noch Träume bei Discogs; abgerufen am 7. März 2024.
5. ↑  Soundtrack von Tausend Takte Übermut bei imdb.com, abgerufen am 7. März 2024.
6. 1 2  Mit 17 hat man noch Träume, Songtext von Peggy March auf genius.com, abgerufen am 7. März 2024.
7. ↑  Die kompletten deutschen Single Charts: 1965. (PDF) In: chart-history.net. Musikmarkt, abgerufen am 8. April 2024.
8. 1 2 3  Peggy March – Mit 17 hat man noch Träume. In: ultratop.be. Hung Medien, abgerufen am 8. März 2024 (niederländisch).
9. 1 2  Top 100 Single-Jahrescharts: 1965. In: offiziellecharts.de. GfK Entertainment, abgerufen am 8. März 2024.
10. ↑  Peggy March – Mit 17 hat man noch Träume. In: austriancharts.at. Hung Medien, abgerufen am 8. März 2024.
11. ↑  Jaaroverzichten 1965. In: ultratop.be. Hung Medien, abgerufen am 8. März 2024 (niederländisch).
12. 1 2 3 4 5 6  Peggy March – Mit 17 hat man noch Träume auf cover.info, abgerufen am 7. März 2024.